# Crematogaster zonacaciae
Crematogaster zonacaciae är en myrart som beskrevs av Weber 1943. Crematogaster zonacaciae ingår i släktet Crematogaster och familjen myror. Inga underarter finns listade i Catalogue of Life.